# フィアット・パンダ

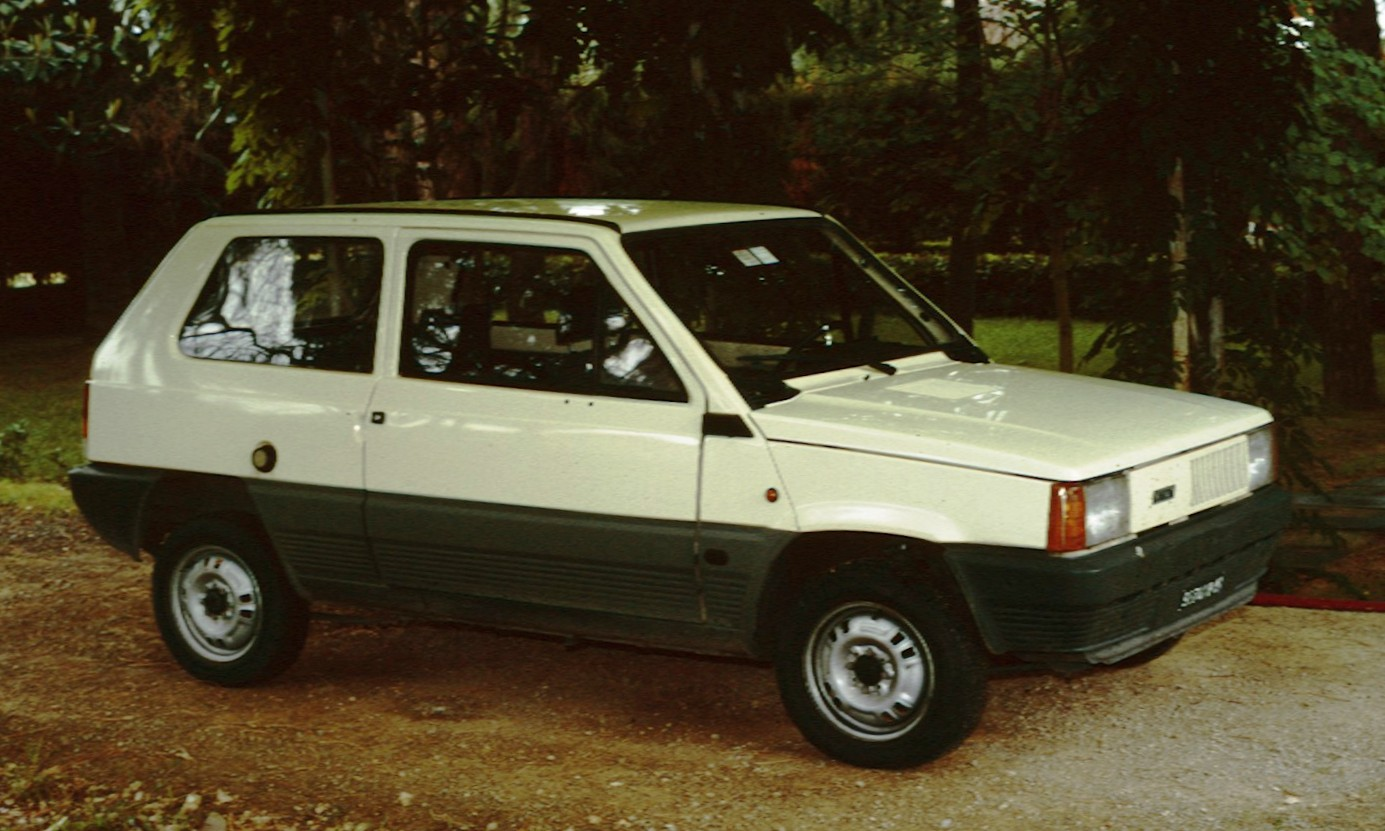
初代パンダ
パンダ45

パンダ（Panda ）は、イタリアのフィアットが製造・販売する小型ハッチバック車（Aセグメント）である。
名称は動物のパンダにちなむが、これは初代モデルの開発当初の主要市場として中華人民共和国が想定されていたことによる。

## 初代（1980年 - 2004年）
オイルショックに伴い燃費面で有利なコンパクトカーの開発が各社で行われていた1970年代、フィアット社は副社長で実務を執り行っていたウンベルト・アニェッリ（Umberto Agnelli ）の下で組織運営に多くの問題を抱えていた。これを解決するため、ウンベルトの幼馴染で実業家のカルロ・デ・ベネデッティ（Carlo De Benedetti）が社外から招かれ、1976年4月に副社長に任命された。それまで自動車部門への投資を抑制する方針で、フィアットでは1974年から1978年まで新型車の発表がなかったが、デ・ベネデッティは即座に3種類の新型車の開発と社内の業績不振部門の切り捨てを発表した。
1976年7月、デ・ベネデッティはイタルデザインのジョルジェット・ジウジアーロを訪ね、126のエンジンを使用した安価で簡単な構造の十分な室内空間を持つ新型車の要望を伝えた。デ・ベネデッティの「フランスの車のような感じ」という言葉をシトロエン・2CVのことだと理解したジウジアーロは、126と同等の重量と生産コストの小型車の設計に取り掛かった。ジウジアーロにしては異例なことにバカンスの期間も作業にあたり、同年12月に最初のモックアップが完成した。翌1977年早々に2台がフィアット側技術陣に披露され、同年2月にはこの2台から採用案が選び出された。
開発および製造コストの低減のため、すべての窓を平滑な板ガラスとするなど、ボディは直線と平面による構成となったが、パッケージングの鬼才と言われるジウジアーロらしく、簡潔ながらもスペース効率にも優れたスタイリングとなった。ジウジアーロも当時、パンダは自身の最高傑作だと述べている。

### セリエ1（1980年 - 1986年）

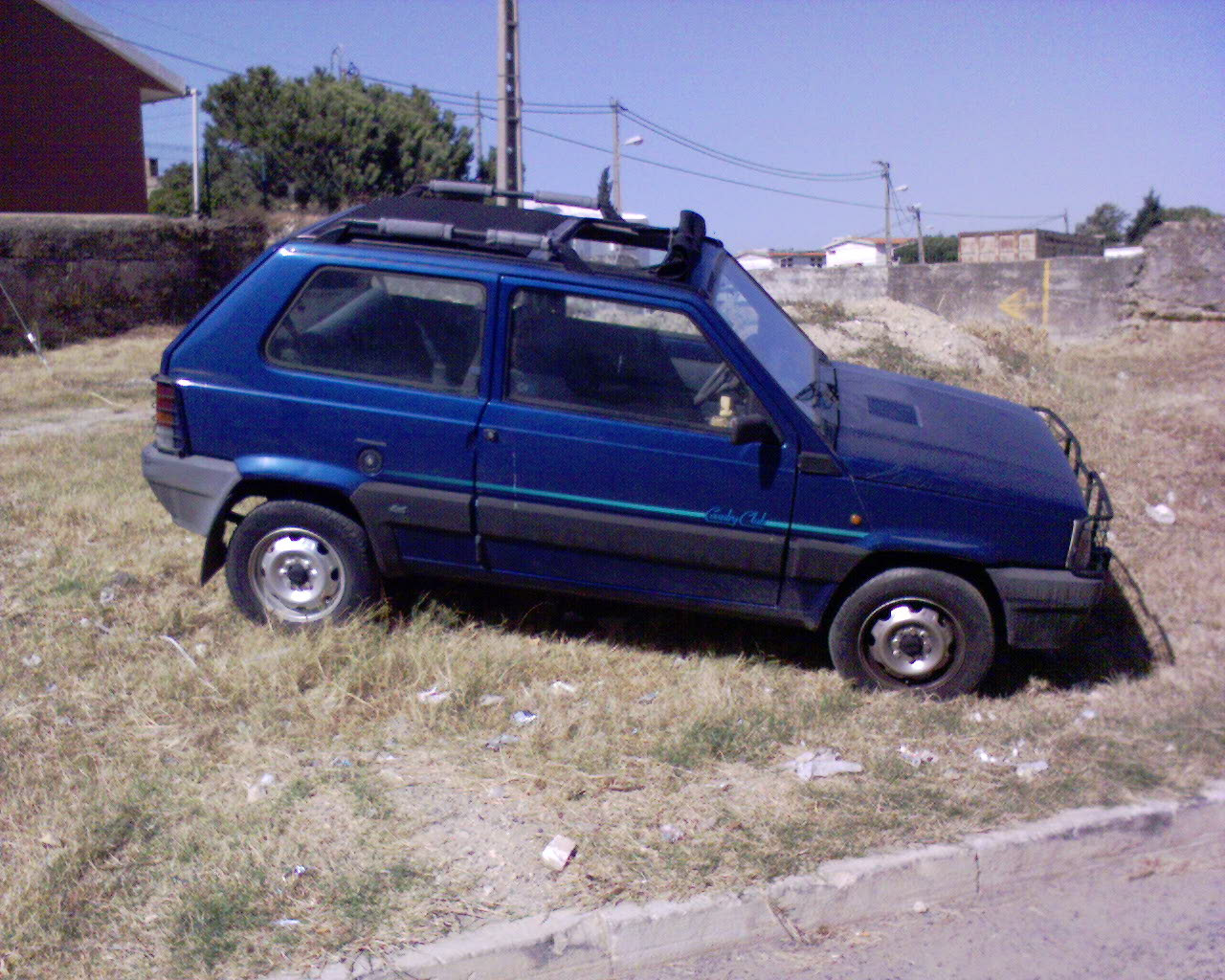
パンダ4x4ダブルサンルーフ

1980年発売当初のラインナップはパンダ30（652 cc、縦置き空冷直列2気筒OHVエンジン、イタリア国内専用モデル）、パンダ45（903 cc、横置き水冷直列4気筒OHVエンジン）の2種が用意された。いずれもガソリンエンジンであった。モデル名につく数字は、当時のフィアットでの命名規則にしたがって、搭載エンジンの馬力をあらわしている。
いずれも「鉄板グリル」と呼ばれる左右非対称形状のフロントグリルを備え、室内ではパイプフレームに布を張った「ハンモックシート」を採用していた。ボディは3ドアハッチバックを基本とし、荷室上部を拡大するとともにバックドアを跳ね上げ式から観音開きに変更したバンタイプも用意された。
1982年、843 cc直列4気筒エンジンを積むパンダ34と、45をベースとしたスーパーの2モデルが新たに設定された。このうちスーパーは45の豪華版という位置付けで、特徴的な鉄板グリルに代わり樹脂製の柵状グリルが採用されたほか、シートも一般的なクッションに変更された。また、前後席で独立したキャンパストップのルーフを持つダブルサンルーフを搭載した、オープンカーのような開放感を味わえるモデルも存在した。
1983年、横置きエンジンの前輪駆動車をベースとした市販車としては世界初となる四輪駆動モデル4x4（フォー・バイ・フォー）をに追加。このパートタイム式の四駆システムはオーストリアのシュタイア・プフとの共同開発によるものである。

### セリエ2（1986年 - 2003年）
1986年、エンジンがそれまでの3種に代わり、FIRE（Fully Integrated Robotized Engine ）と名づけられた、ロボット組み立ての769 ccと999 ccの4気筒SOHCエンジン、および1,301 ccディーゼルエンジンが採用された。
そのほかでは、従来のリーフリジッド式リアサスペンションに代わり、4x4を除き、アウトビアンキ・Y10での試用結果が良好であった独特のトーションビーム式（Ωアーム・トレーリングリンク）に変更され、スーパーで先立って採用された一般的なクッションを持つシート、樹脂製フロントグリルの全グレードへの拡大採用、メーター類の大型化や三角窓の廃止など、フィアットを立て直すほどの好調な販売実績を残したパンダの利益を市場に還元するかのごとく、大規模な仕様変更となった。
また、この仕様変更に伴い、グレード名もそれまでの馬力由来の表記から、排気量由来の表記（パンダ750/1000）へと改められた。これにより、従来型はセリエ（シリーズ）1、この改良型はセリエ2と呼ばれるようになった。英語圏ではマーク1/2（1型／2型）とも呼ばれている。
1991年に無段変速機（CVT）を備えたセレクタと名づけられたグレードが登場する。セレクタに採用されたベルト式CVTは、富士重工業（現・SUBARU）から供給された電子制御電磁クラッチ式の「ECVT」である。

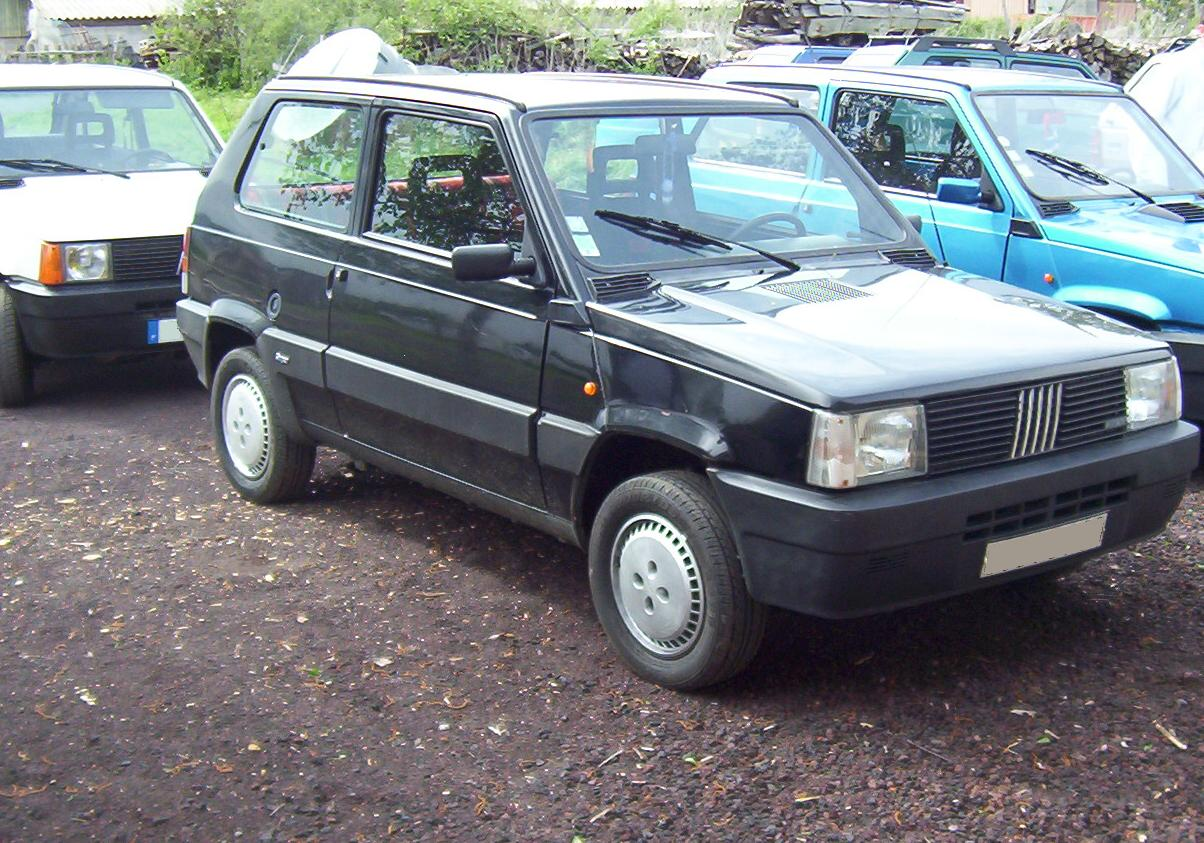
中期型 （1986年 - 1990年）
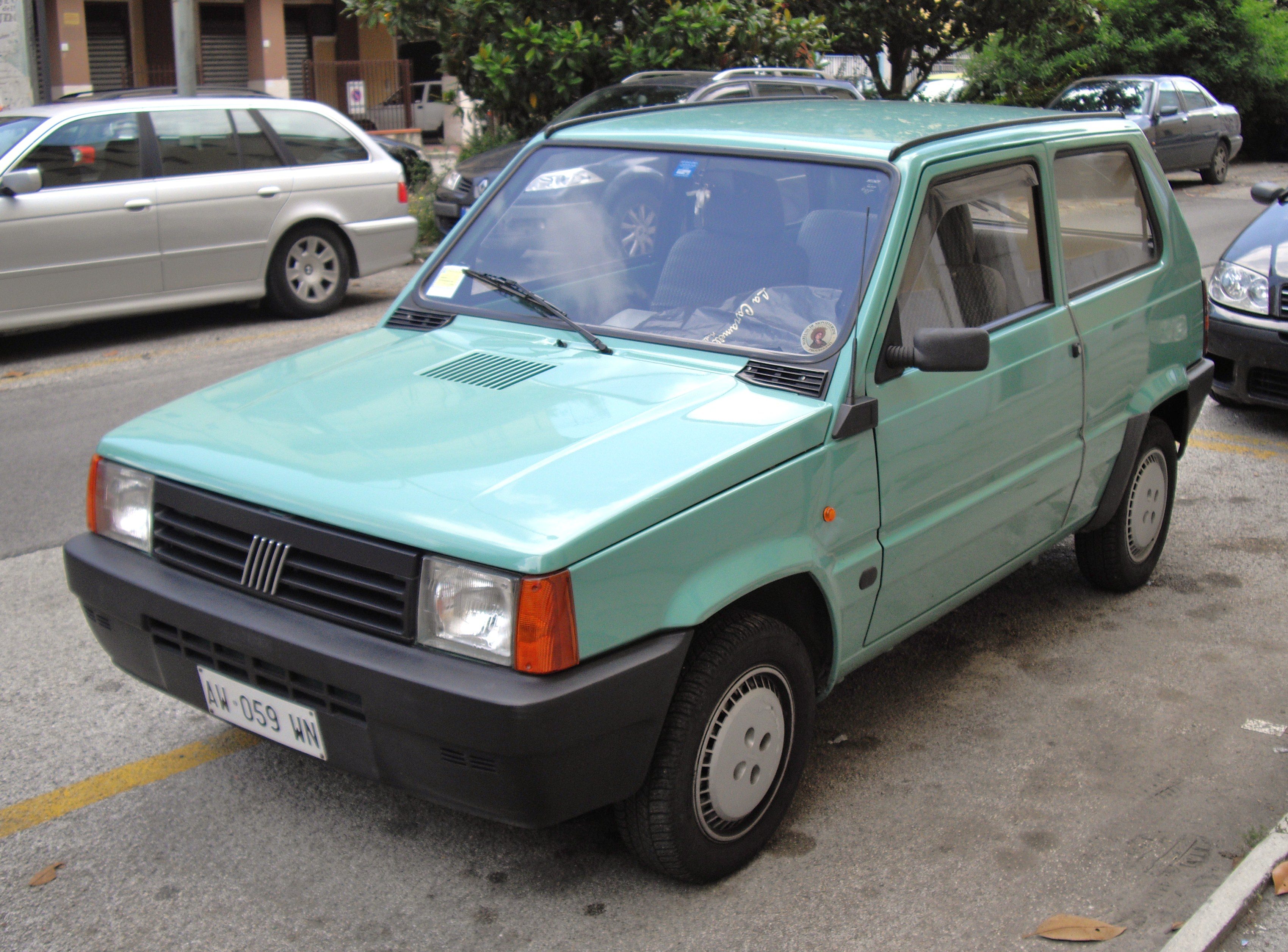
後期型 （1991年 - 1999年）
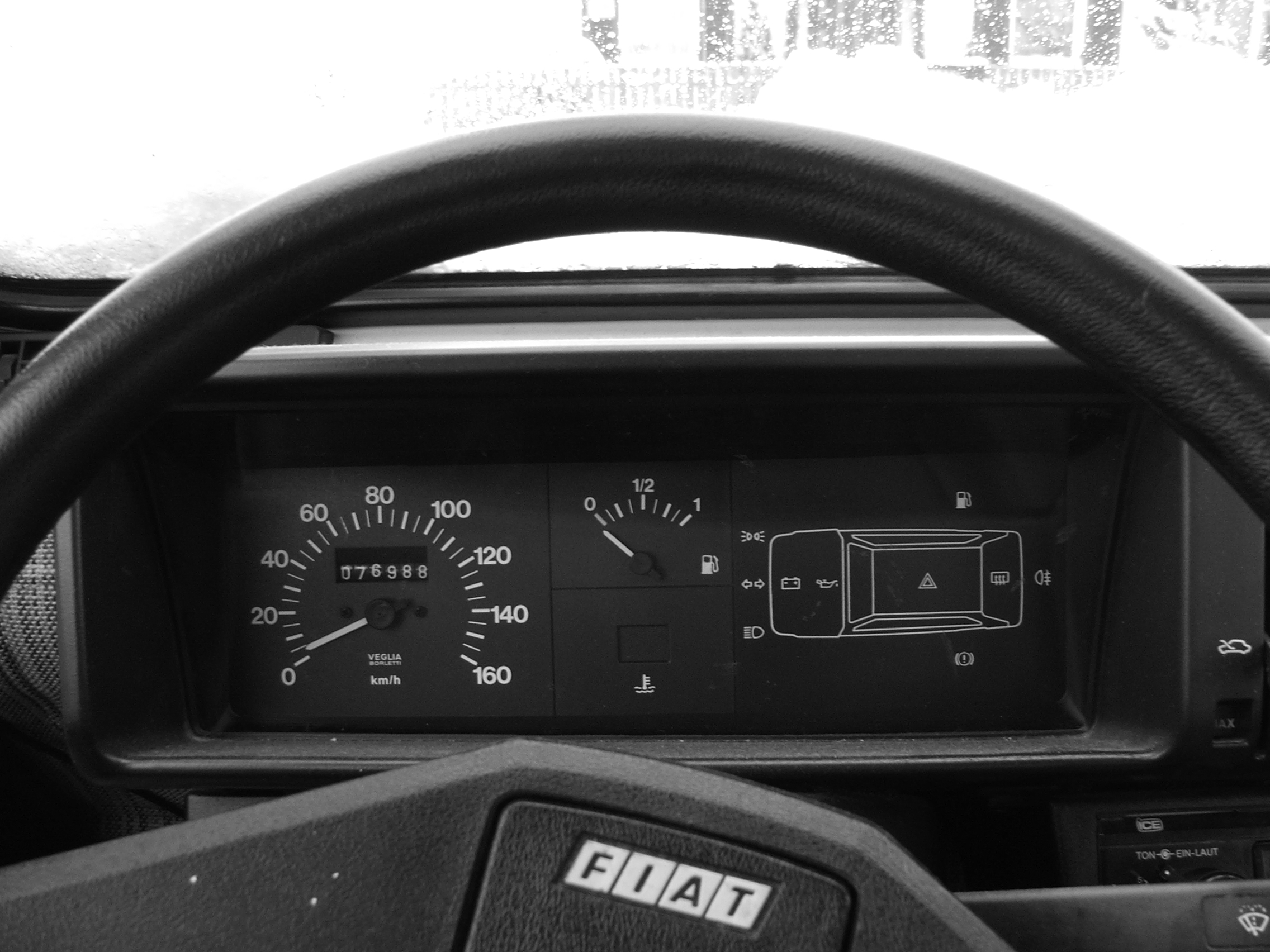
中期型以降の計器盤
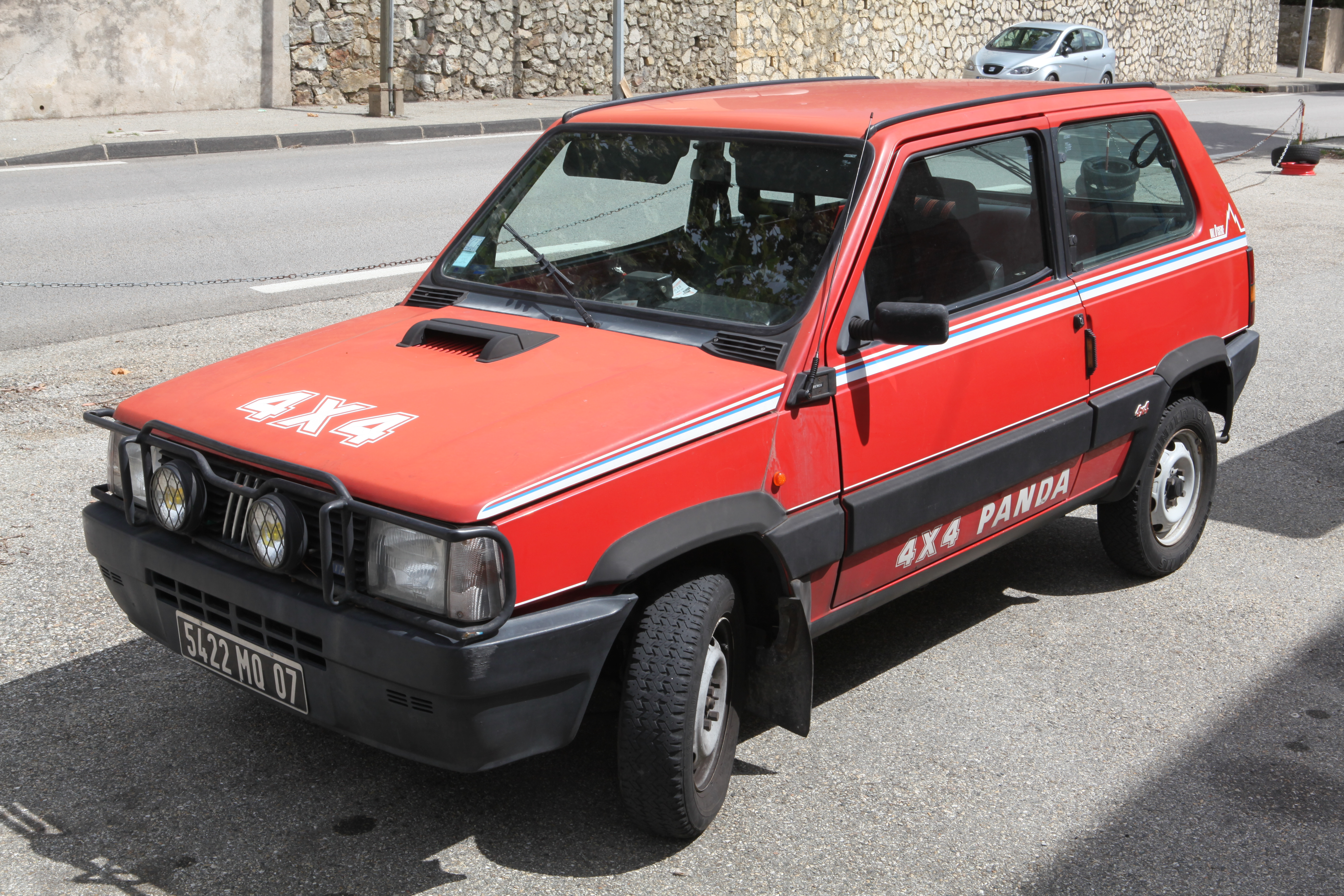
4x4
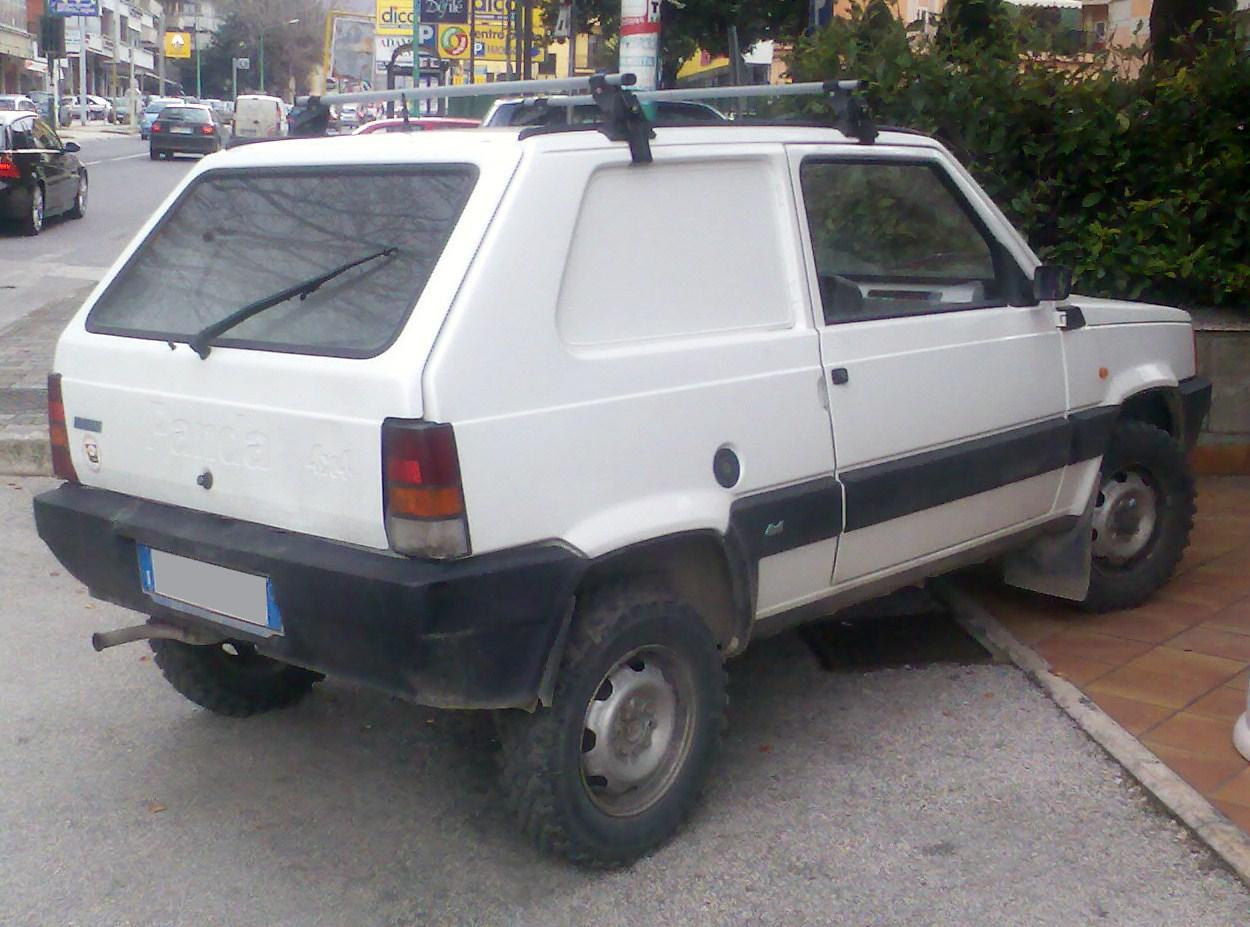
4x4 バン
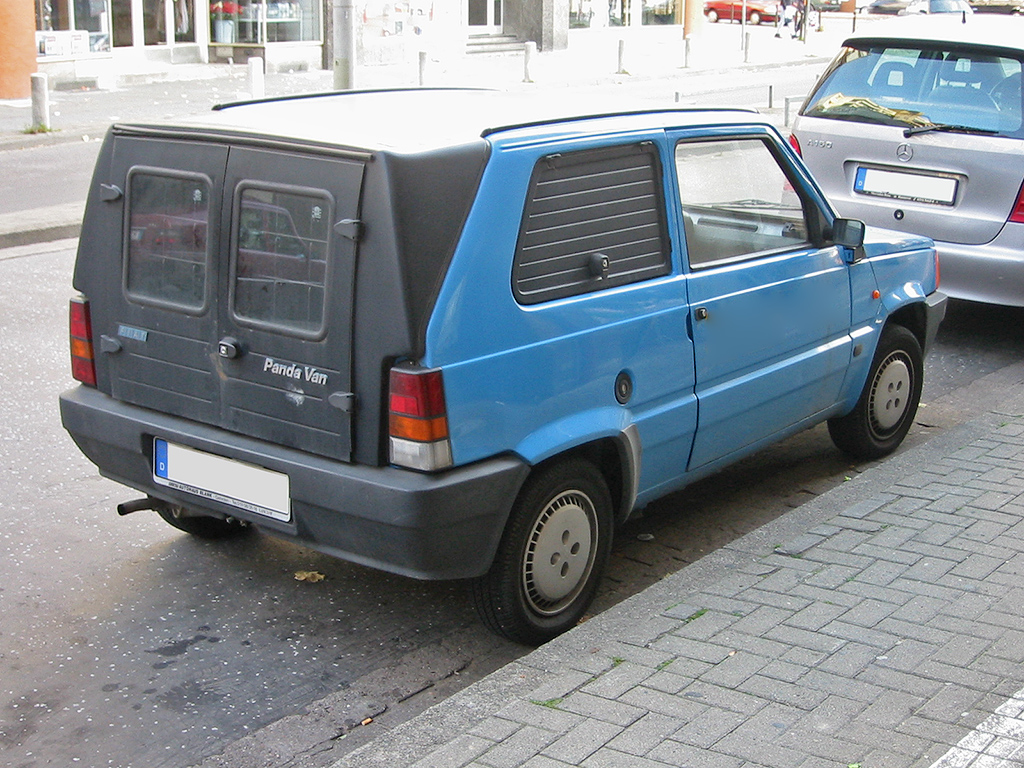
バン (1986年 – 1991年)
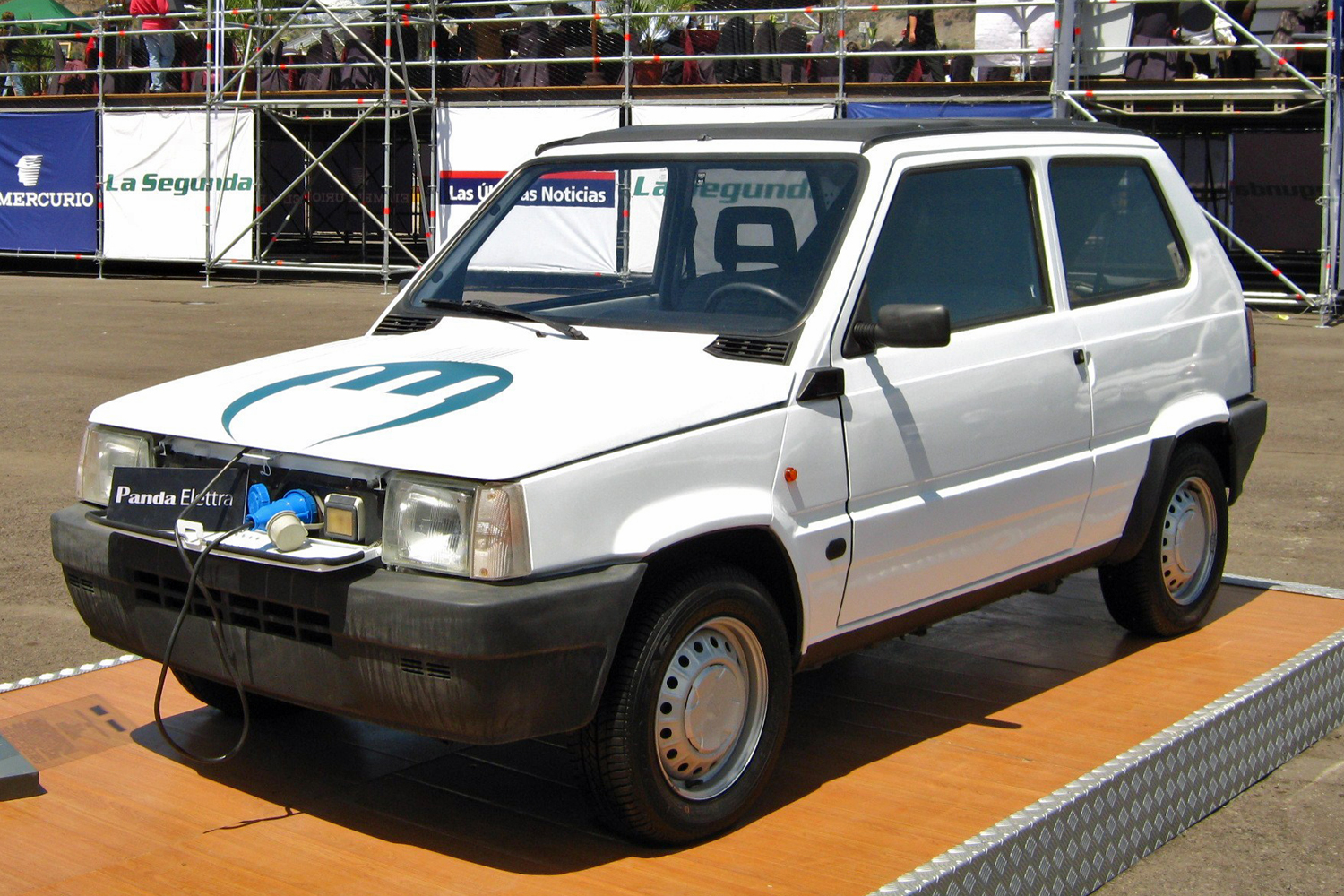
エレットラ

### 姉妹車

#### セアト・パンダ/マルベーリャ
初代パンダの発表当時、フィアットグループであったスペインの自動車会社セアトにより、姉妹車がライセンス生産された。クルマにセアト版独自の特徴はなく、最も簡単なバッジエンジニアリングにより「セアト・パンダ」として販売された。一方、貨物用は荷室の屋根を高めたセアト独自の「トランス」（Trans ）が新たに設定された。
1983年、フィアットはセアトの株式を売却、ライセンス契約も失効し、フィアットベースの全セアトのラインナップも、生産を終了しなければならなくなった。パンダの生産を継続したいセアトとフィアットとの間で、車名の使用差し止めをも含む、知的所有権に関する法廷闘争にまで発展したが、セアト側がパンダの前後デザインと車名を変更することで生産継続を許され、決着を迎えた。
その結果、1987年以降、生産が終了する1998年までは「マルベーリャ」、貨物用のトランスも「テッラ」と新たな名前での販売となった。同車はデザインと名称の変更以外は最後までセリエ1パンダの設計のまま生産が続けられ、1986年以降のセリエ2にあたるモデルは存在しない。

## 2代目（2003年 - 2012年）
2代目パンダの元となるコンセプトカーはジンゴ（Gingo）の名で発表されたが、ルノーから「トゥインゴ」との商標の類似を指摘され、ルノー側が提訴する構えをも見せたため、ジンゴの名は使われずパンダの名を引き継ぐこととなった。波乱含みで2003年にデビューした2代目は、この年度のヨーロッパ・カー・オブ・ザ・イヤーを受賞。先代同様、四輪駆動の4x4も設定される。
ジンゴがそもそもクロスオーバーSUV（CUV）的なコンセプトで発表されたこともあって、2代目は若干背の高いフォルムとなった。前輪駆動モデルでもグレードによってはルーフレールが装備される点もSUV的である。全長/全幅は依然としてフォルクスワーゲン・ルポやシトロエン・C2などと同等であるが、これら3ドアのライバルと違いパンダは5ドアハッチバックとなる。2代目パンダは、その全量がポーランド・シロンスク県のフィアット子会社において製造されている。主要な部品を共有する新型フィアット・500と同工場で製造される。
2006年3月にはアレッシィとのコラボレーションモデルが登場した。
2007年10月にはで1.4 L 直列4気筒 DOHCエンジン（100 PS/13.3 kgm）を搭載するスポーティーモデル「100HP」を追加。スポーティーモデルにふさわしい前後ともに専用のバンパー、ボディーサイドにはオリジナルのストライプとが入り、フロントバンパー下部からアーチモール、サイドスカート、リアバンパーへとブラックなガーニッシュが取り付けられた。日本向けに右ハンドル仕様車が130台限定生産された。日本向けの100HPには、ルーフレールは装備されていない。カラーはルンバレッド、エレクトロクラッシュグレー、ダークウェーブブラック、ニューオーリンズブルーの4色展開。
パンダは2007年のダカールラリーに、「チーム・フィアット・パンダカール」にて4x4モデルで出場した。2台体制でドライバーはそれぞれ、M・ビアジオンと、B・サビーであったが、2台ともリタイアに終わっている。
2009年6月には好評につき、限定モデルである100HPが日本向けに100台限定で再生産された。

## 3代目（2011年 - 2023年）
2011年のフランクフルトモーターショーで発表。その後、市販を開始した。2012年には4x4も復活している。デザインは「スクワークル」と呼ぶ、四角いフォルムの中に丸を組み合わせたデザインが特徴であり、2代目のキープコンセプトとするも、若干サイズアップされ、室内空間が拡大された。その一方で、全高は抑えられて、タワーパーキングに収納可能な1,550mmとなっている。
プラットフォームは500やランチア・イプシロンと共用。エンジンは直4・1.2Lガソリン（FIRE）、直4・1.3Lディーゼル（マルチジェット）のほか、500やイプシロンで採用済の直2・0.9Lツインエアも用意。1.2Lと0.9Lにはガソリン/LPGのバイフューエル仕様の設定もある。
日本仕様は2013年5月8日にフィアットクライスラージャパン（現・Stellantisジャパン）を介して発表された（発売開始は同年6月1日）。グレードは0.9Lツインエアを搭載する「Easy」のみでデュアロジックの組み合わせのみ、右ハンドルのみとなるが、並行輸入業者によって左ハンドル仕様や4x4、ディーゼル車なども少数ながら日本に導入されている。
なお、4x4については2014年9月26日、シティブレーキコントロールが装着された上で日本市場でも発表された。国内で展開されている外国メーカーの四輪駆動車としては最も安価な設定になっている（0.9Lツインエアと6MTとの組み合わせのみ、発売開始は同年10月4日。タスカングリーン160台、アイスホワイト120台、イタリアンレッド60台の計340台限定）。また、同年10月23日には11月1日より「FIAT Panda MT」を100台限定（イタリアンレッド50台、アイスホワイト50台）で発売すると発表。「Easy」をベースにトランスミッションを5速MTに変更し、価格を10万円下げたモデルである。
2015年1月30日には、4x4をベースにベースキャリア、ラゲッジマット カジュアルを装備した「FIAT Panda 4x4 Adventure Edition」を発売。タスカングリーン33台、アイスホワイト17台、イタリアンレッド10台の計60台限定。
2015年7月10日には、4x4をベースにリアプライバシーガラス、オートエアコン、シティブレーキコントロールを装備した「Fiat Panda 4x4 Comfort」を発売した。タスカングリーン100台、ベネチアンブルー20台の計120台限定。
2015年11月4日には、Easyの仕様変更を行い、4x4の限定モデル等で先行投入されていたシティブレーキコントロールをベース車にも標準装備しつつ、価格を据え置いた。
2015年12月2日には、限定車の「Fiat Panda 4x4 Terra（テッラ）」を発売。ボディカラーにスイートキャンディー ベージュを設定している。スイートキャンディー ベージュが50台、ヴェネチアンブルーが30台の計80台限定。
2018年7月17日からは、限定⾞「Panda 4×4 Foresta(フォーバイフォー・フォレ スタ)」を、100台限定で販売。ボディカラーには、シリーズ初採用となるシネマブラックと4x4専用色となるトスカーナグリーンの2色を設定。トスカーナグリーン（内装ダークグレー/グレー）50台、シネマブラック（内装ダークグレー/グレー）50台。
2018年11月1日からは、限定車「Panda 4×4 Italiana（フォーバイフォー・イタリアーナ）」を発売。ボディカラーはトスカーナ・グリーン〔シートカラー：ダークグレー／グリーン〕60台、アイス・ホワイト〔シートカラー：ダークグレー／グリーン〕60台、アモーレ・レッド〔シートカラー：レッド／グレー〕30台の限定150台。
2019年7月13日からは、限定車 「Fiat Panda 4×4 Succosa（フォーバイフォー・スッコーサ）」を限定80台発売。車名に冠する「Succosa（スッコーサ）」は、イタリア語で“ジューシー”を意味する言葉で、オレンジジュースのようなビビッドなシチリア オレンジのボディカラーがその由来。
2020年10月24日に、150台限定で「Fiat Panda Cross 4x4」が発売された。ボディーカラーはパステルイエロー、変速機は6速
マニュアルトランスミッションのみとしている。
2022年1月15日からは、限定車「Panda Street 4×4（ストリート・フォーバイフォー）」を160台限定販売。ヒーテッドフロントガラスやフルオートエアコンディショナー、前席シートヒーターを装備。ダークセラミックグレーのボディカラーを採用。
2023年10月31日、同日を以てツインエアエンジンの生産終了。在庫限りとなる。
2023年12月9日、最終モデルとなる限定車「Panda Cross 4×4」を発売。「Easy」をベースに、6速マニュアル、オートエアコン、15インチアルミホイールに加え専用のルーフレール、バンパー、モールディングを設定した。カラーは、フォレスタグリーンとマエストログレーの2色で限定は各100台の計200台。

## モータースポーツ

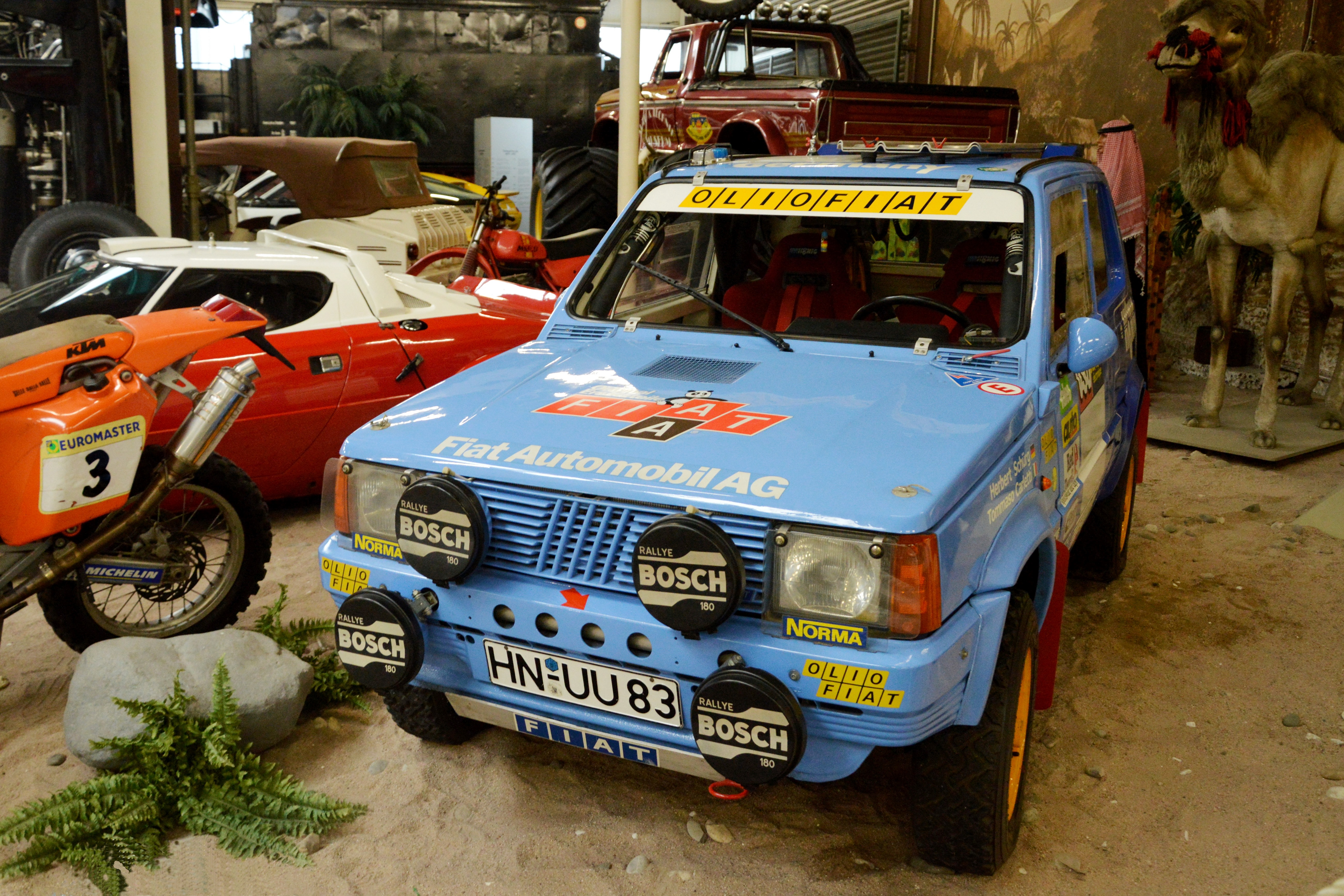
1984年出場車

1984年ダカール・ラリーにイタリアの女性TV司会者のÉvelyne Dhéliatの搭乗車含む6台のパンダ4x4がエントリー。しかし全車リタイアに終わっている。1985年も3台が参戦するが、完走には至っていない。

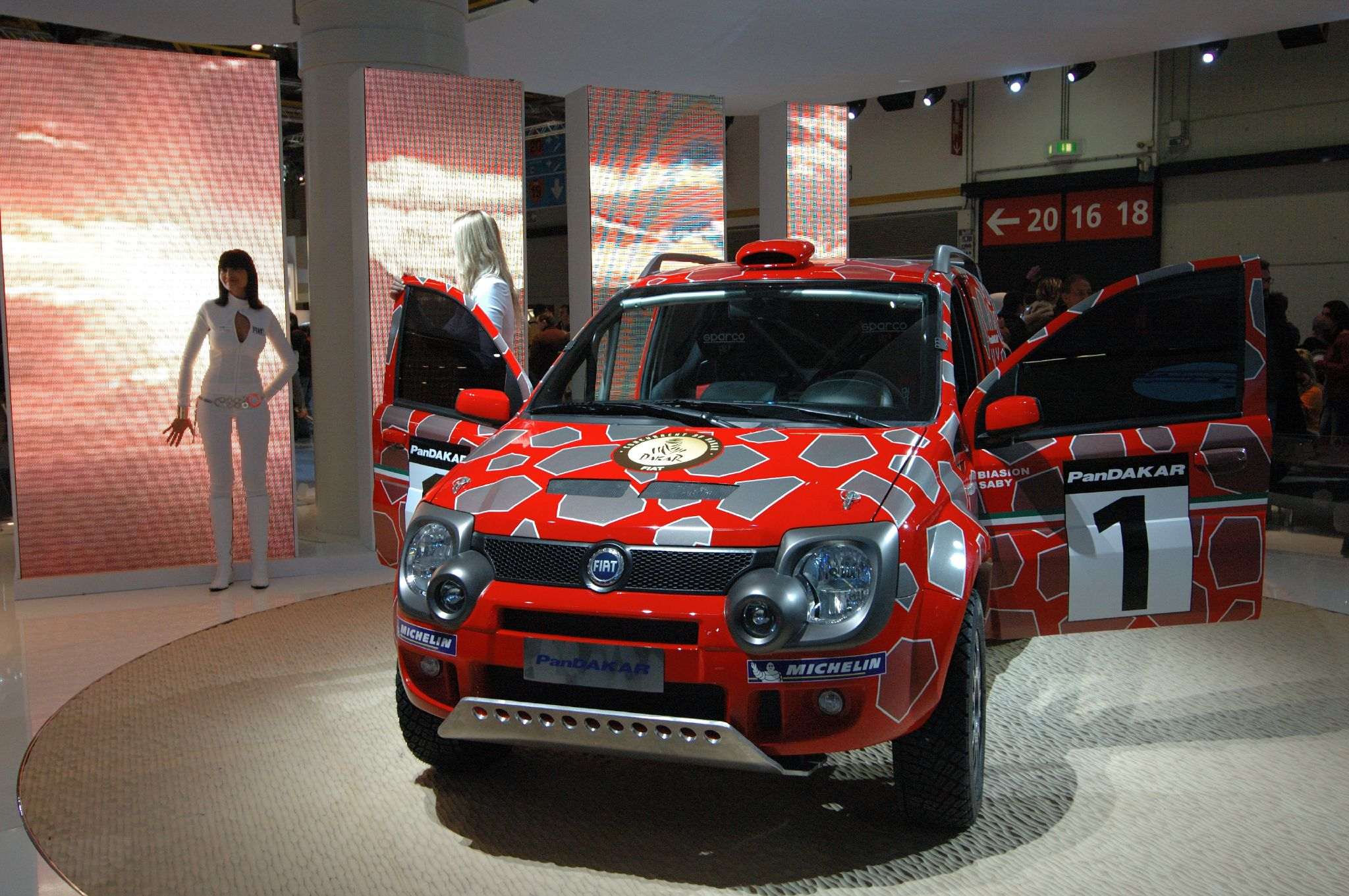
2007年版パンダカール

2007年ダカール・ラリーに、グループT2規定（市販車クラス）で改造されたパンダクロス4x4、その名も「パンダカール（PanDakar）」がフィアットのワークスである「チーム・フィアット・パンダカール」から参戦。車重は約1,400kgで、ほぼ市販車そのままの1.3Lディーゼルターボエンジンを搭載する。ランチアでWRCを連覇した世界王者ミキ・ビアシオンと、彼のランチア時代の同僚で1993年ダカール総合優勝者のブルーノ・サビーがドライブした。なおビアシオンはランチア時代のチームメイトだったマルク・アレンを最初に誘ったが、ひと目見て拒否されてしまった。大型オフロードSUVに対する挑戦としてパンダカールは注目され、高めの平均速度と、硬い路面のテクニカルな第2ステージでの好タイムを記録するが、ビアシオンは第4ステージ、サビーも第5ステージでそれぞれ砂丘でスタックし、リタイアした。翌年パンダカールはイタリアに新しく発足したプライベーターのオロビカ・レイドチームに売却され、バハ・ハンガリアンへと参戦した。2009年のバハ・スペインとバハ・ハンガリアンではディーゼル車クラスで3位となった。2011・2012・2014年はダカールにも参戦するが、いずれも完走は果たせなかった。

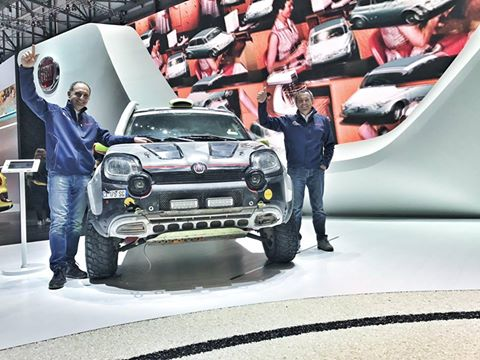
2017年版パンダカール

2017年ダカールには、フィアットの支援を受けたオロビカ・レイドチームにより、グループT1規定で3代目をベースとしたパンダカールが3年ぶりに復活。開発の自由度が極めて高い同規定では戦闘力の見地からワンオフの鋼管フレームを用いたプロトタイプ車両にするのがほとんどだが、このパンダカールのフレームは市販車のものを使っている。エンジンは砂丘の急斜面を上る必要により、100馬力しかない1.3Lディーゼルエンジンから、172馬力の1.9Lディーゼルターボエンジンに換装されている。小さいボディサイズゆえのサスペンションストローク量の不足に悩まされたが、2017年にイタリア人のジュリオ・ベルゼレッティが総合56位で念願の完走を果たした。
余談だが「Pan」はチェコ語では「ミスター（仏訳すると"ムッシュ"）」という意味であり、即ちチェコで「Pan Dakar」というとトラック部門のレジェンドであるカレル・ロプライスを指す。